# Plan dur à immobilisateur de tête

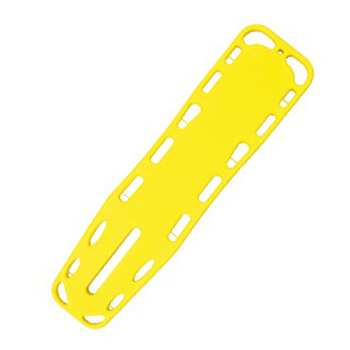
Plan dur en plastique (PEHD)

En premiers secours, un plan dur à immobilisateur de tête (PDIT) est un dispositif utilisé en prompt-secours, servant d'intermédiaire de relevage ainsi qu'à immobiliser la colonne vertébrale. C'est une planche en plastique avec armature métallique (lavable et invisible aux rayons X), ou éventuellement en aluminium, légèrement plus grande qu'un corps humain adulte. On parle aussi de planche dorsale (long spine board), de planche « Olivier » ou « Berbier-Kind ». La plupart sont munies de poignées facilitant la manutention.
Le plan dur peut aussi être glissé sous le dos d'une personne en arrêt cardiorespiratoire, pour faciliter les manœuvres de réanimation cardiopulmonaire, par exemple sur un support mou, ou pour isoler électriquement la victime du sol lors de l'utilisation d'un défibrillateur semi-automatique.

## Description
Dans l'Union européenne, le plan dur est décrit dans la norme EN 1865 de décembre 1999 « Spécifications des brancards et équipements d’ambulance pour le transport des patients ».
Cette norme parle d'un « équipement permettant de soulever et d’immobiliser un patient atteint de blessure à la colonne vertébrale ». La planche doit faire entre 1,83 et 1,98 m de long, 40 à 50 cm de large, doit peser moins de 8 kg et pouvoir supporter une charge de 150 kg. Elle doit avoir au moins trois poignées sur chacun des grands côtés, ainsi que deux à la tête et deux aux pieds. Elle doit être lavable, imperméable (eau, pétrole, huile), radiotransparente, être difficilement inflammable et supporter des températures comprises entre −30 et +70 °C. Elle doit être munie de trois sangles de maintien à ouverture rapide.

## Intermédiaire de relevage

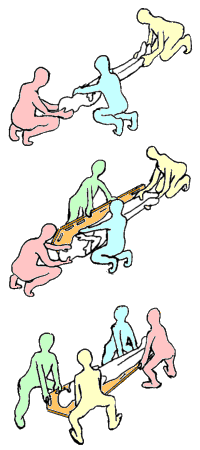
Relevage d'urgence avec un plan dur

La planche est un portoir léger, solide et prenant peu de place, ce qui permet son utilisation dans des endroits étroits et accidentés. Comme elle est peu épaisse, il suffit de lever la victime de quelques centimètres seulement, contrairement à un brancard classique, ce qui limite les mouvements dangereux lors du relevage. Par contre, si l'on place par la suite la victime dans un matelas immobilisateur à dépression (MID), il faut retirer la planche pour que l'immobilisation soit efficace : cela nécessite de resoulever la victime (principe du pont amélioré), il faut donc évaluer les avantages et les inconvénients :
- relevage directement avec un brancard et un MID : une seule manipulation mais levage d'environ 50 cm ;
- relevage avec une planche : deux manipulations mais levage de quelques cm seulement à chaque fois.

Par ailleurs, la planche permet de faire glisser la victime dessus, elle est de ce fait utilisée quasiment systématiquement pour l'extraction d'un véhicule.
La planche permet de faire un relevage d'urgence du type de ceux qui sont pratiqués en Amérique du Nord (on ne fait jamais un relevage d'urgence en France).

## Immobilisation de la colonne vertébrale
On peut se servir du plan dur comme moyen d'extraction. Également, dans l'impossibilité de faire un relevage au moyen de la cuillère ou d'un pont amélioré,  on emploiera le plan dur: la victime est conditionnée dans certains cas et si nécessaire par un collier cervical, toujours par des cales têtes latérales (speed block) qui empêchent les mouvements de rotation de la tête, et la victime est sanglée (grâce à des sangles nommées araignée) à la planche au niveau du front, du menton, des épaules, des genoux et des pieds (si possible, selon les traumatismes).
L'ensemble est ensuite posé sur le brancard, ou bien utilisé directement avec les poignées afin d'effectuer un déplacement pour réaliser le transfert dans un MID. Il permet d'effectuer une descente en rappel (alternative au brancard Piguillem).
L'inconvénient majeur du plan dur en tant qu'immobilisation est le manque de confort pour la victime, la dureté du dispositif pouvant potentiellement aggraver certains traumatismes, et le sanglage qui est problématique si un membre est fracturé. Les personnes obèses peuvent également poser un problème. Par contre, c'est un dispositif léger, robuste et peu encombrant, et permet un gain de temps et de manipulation s'il est utilisé pour le relevage et l'immobilisation. Le transport de la victime vers les services médicalisés se fait toujours après transfert dans un matelas immobilisateur à dépression.

## Utilisation d'un plan dur dans l'eau
Contrairement a un MID, le plan dur peut être utilisé en milieu aquatique notamment pour sortir de l'eau une victime présentant un traumatisme du rachis (accident de jet-ski, chute de falaise ou sur un rebord de piscine....). En effet,le soutien de l'eau permet le maintien de l'axe tête-cou-tronc pendant l'immobilisation sur plan dur et ensuite pouvoir la sortir de l'eau à plat.  En France, cet usage n'est pas enseigné dans les formations de secourisme général (PSE 1 et PSE 2) mais fait l'objet de complément pendant des stages pour les entités intervenant en milieu aquatique (nageur de bord et nageur-sauveteur de la SNSM, sauveteur en eau vive des sapeurs pompier, éventuellement BNSSA).
La méthode préconisée s'effectue à deux secouristes, la première maintient la tête de la victime hors de l'eau tout en maintienant l'axe tête-cou-tronc (si nécessaire avec la pose d'un collier cervical directement dans l'eau). Le second secouriste commence par faire couler le plan dur (en appuyant dessus) avant de le placer sous la victime. La flottabilité du plan dur le fait remonter posant la victime entièrement dessus. À cause de la flottabilité souvent trop importante du plan dur (le rendant difficile à couler et à contrôler sous l'eau), cette manœuvre est complexe (le plan dur a tendance à sortir à côté de la victime) surtout si l'eau est agitée et/ou que les secouristes n'ont pas pied. Dans ce cas, il est possible d'effectuer une technique à trois secouristes (à deux, il faudrait effectuer le maintien de la tête à une main ce qui est à proscrire), le premier continue le maintien tête pendant que les deux autres se placent de part et d'autre de la victime et font glisser le plan dur sous l'eau des pieds vers la tête. 
Dans tous les cas, l'utilisation d'un plan dur dans l'eau doit se faire avec beaucoup de précaution car l'ensemble plan+victime est très instable et a tendance à se retourner plaçant la tête de la victime sous l'eau. Une fois sanglée, elle est incapable de revenir seule à sa position d'origine en cas de retournement ce qui est particulièrement stressant pour elle.